# Pierre Voirin
Pour les articles homonymes, voir Voirin.
Pierre-Joseph Voirin, dit Pierre Voirin, né le 25 février 1895 à Saint-Dié dans les Vosges et mort le 10 juin 1972 à Lunéville, est un professeur de droit français, spécialisé dans le droit des biens et le droit des obligations. Son apport à la pensée juridique française consiste en une nouvelle approche et une nouvelle définition des critères de la théorie de l'imprévision en droit civil.

## Biographie
Pierre Voirin a été appelé durant le conflit mondial du 19 décembre 1914 au 26 août 1919 (décoré Croix de Guerre 1914-1918).
Il soutient sa thèse en droit privé le 11 juillet 1922 à Nancy. Il soutient une seconde thèse en sciences politiques le 6 novembre 1923.
Il est chargé de cours à la Faculté de droit de Nancy du 1er janvier 1923 au 15 novembre 1926. Reçu 6e au concours d'agrégation de droit privé en 1926, il est chargé de cours agrégé à Nancy jusqu'au 1er novembre 1927, date à laquelle il est nommé professeur titulaire.
Il poursuit ensuite une carrière de professeur de droit privé à la Faculté de droit de Nancy pendant une trentaine d'années.
Pierre Voirin est élu vice-doyen pour la période du 1er janvier 1945 au 30 septembre 1950. Il est doyen de la Faculté de droit de Nancy du 1er octobre 1950 au 30 septembre 1956. Il est nommé doyen honoraire par arrêté ministériel du 16 novembre 1956.
Il prend sa retraite en 1967 et meurt le 10 juin 1972.

## Travaux

### Ouvrages
- De l'imprévision dans les rapports de droit privé, thèse Nancy, 1922.
- Les Donations entre vifs et les testaments, éd. Rousseau, 1933, in Cours de droit civil français (collection dirigée par Ch. Beudant et P. Lerebours-Pigeonnière).
- Les Biens, éd. Rousseau, 1938, in Cours de droit civil français (collection dirigée par Ch. Beudant et P. Lerebours-Pigeonnière).
- Les Sûretés personnelles et réelles, éd. Rousseau, 1948, in Cours de droit civil français (collection dirigée par Ch. Beudant et P. Lerebours-Pigeonnière).
- Manuel de droit civil - Capacité de droit 1re année, 1965, LGDJ (14 éditions au total).
- Manuel de droit civil - Droit privé notarial, Capacité de droit 2e année, 1965, LGDJ (9 éditions au total).

### Articles et notes de jurisprudence
- Les Succédanés du livre de copies de lettres, in Actualité fiduciaire, 1933, p. 3.
- Dans les Annales Universitatis Saraviensis :
  - Clinique juridique, 1954, p. 66.
  - Le Vieillissement du code civil, 1955, p. 66.

## Distinctions honorifiques
- Commandeur des Palmes Académiques, 1958.
- Officier de la Légion d'Honneur, 1965.
- Chevalier du Mérite Social, 1950.
- Chevalier du Mérite Agricole, 1951.
- Commandeur de l'Ordre Grand Ducal de la Couronne de Chêne, 1956.
- Grand Officier de l'Étoile Royale de la Grande Comore, 1952.
- Docteur Honoris Causa de l'Université de Sarrebrück, 1965.

## Hommage
: ouvrage ayant servi à rédiger cet article
- Mélanges offerts à Monsieur le Professeur Pierre Voirin, éditions LGDJ, 1967, 832 pages.

## Source
- Bibliographie sur la BNF